# Lecanora flavidomarginata
Lecanora flavidomarginata är en lavart som beskrevs av B. de Lesd. Lecanora flavidomarginata ingår i släktet Lecanora och familjen Lecanoraceae.   Inga underarter finns listade i Catalogue of Life.